# Cap Nord
|  | Aquest article és sobre el cap més septentrional d'Europa. Per veure el municipi homònim vegeu Nordkapp. |

El cap Nord (en noruec Nordkapp; sami septentrional: Davvenjárga) és un cap del nord de Noruega, al nord de l'illa de Magerøya. El seu penya-segat de 307 metres d'altitud domina l'oceà Glacial Àrtic i simbòlicament sovint és considerat com el punt més septentrional d'Europa.
Administrativament és part del municipi de Nordkapp, al comtat de Finnmark, Noruega. La carretera europea E69 té la seva terminal nord al cap Nord, ja que és una atracció turística popular. Quant a la bicicleta, la ruta EuroVelo EV1 s'estén des del cap Nord a Sagres, Portugal, a 8.196 quilòmetres de distància per terra i mar.
És una destinació turística apreciada: 200.000 persones el visiten cada any, per admirar-hi, sobretot, el sol de mitjanit, tot i que cal que les condicions meteorològiques s'hi prestin, que no és sempre el cas.

## Geografia
El Cap Nord és considerat sovint com el punt més septentrional d'Europa. No obstant, això és inexacte ja que un altre cap proper, el cap Knivskjellodden -més a l'oest- està ubicat una mica més al nord. El fet que sigui de feble alçada i no presenti un caràcter tan dramàtic com el cap Nord, el deixa relegat a un segon plà. També, cal tenir en compte que aquests dos caps estan situats sobre una illa, a l'illa de Magerøya i, per tant, no poden ser el punt continental europeu més septentrional. Aquest mèrit el té el Cap de Nordkinn.
El punt més septentrional d'Europa -illes incloses- tampoc recauria al cap Nord o al cap Knivskjellodden sinó que seria un punt a centenars de quilòmetres més al nord, ja sigui à l'arxipèlag de Svalbard de Noruega o bé al cap Fligueli a la Terra de Franz Josef (Rússia), depenent de si la Terra de Franz Josef es considera com a part d'Europa o d'Àsia.
Tradicionalment es considera que el cap Nord és el punt que separa la mar de Noruega (part de l'oceà Atlàntic) de la mar de Barentsz (part de l'oceà Àrtic).

## Història

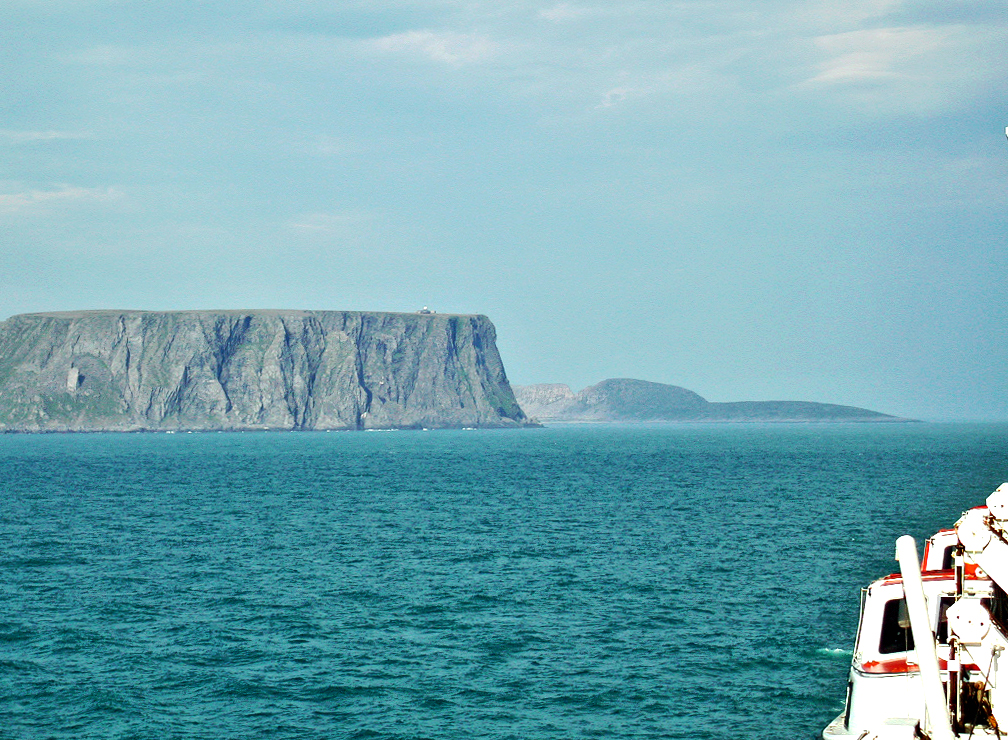
El cap Nord i el Knivskjellodden (al fons)

El cap Nord es va fer famós quan l'explorador anglès Richard Chancellor el va resseguir el 1553 en la seva temptativa per trobar el pas del Nord-est cap al Nou Món. Des de llavors, rep freqüents visites d'exploradors que pugen a la plana escalant el penya-segat; visitants famosos en foren el rei Òscar II de Noruega el 1873 i el rei Chulalongkorn de Tailàndia el 1907.
L'any 1943, durant la Segona Guerra Mundial, va tenir-hi lloc un enfrontament entre les armades alemanya i britànica, conegut com la batalla del Cap Nord. Avui en dia, però, el cap Nord és una important atracció turística que inclou un ampli centre turístic que alberga un gran nombre d'exposicions sobre la història del lloc.

## Galeria

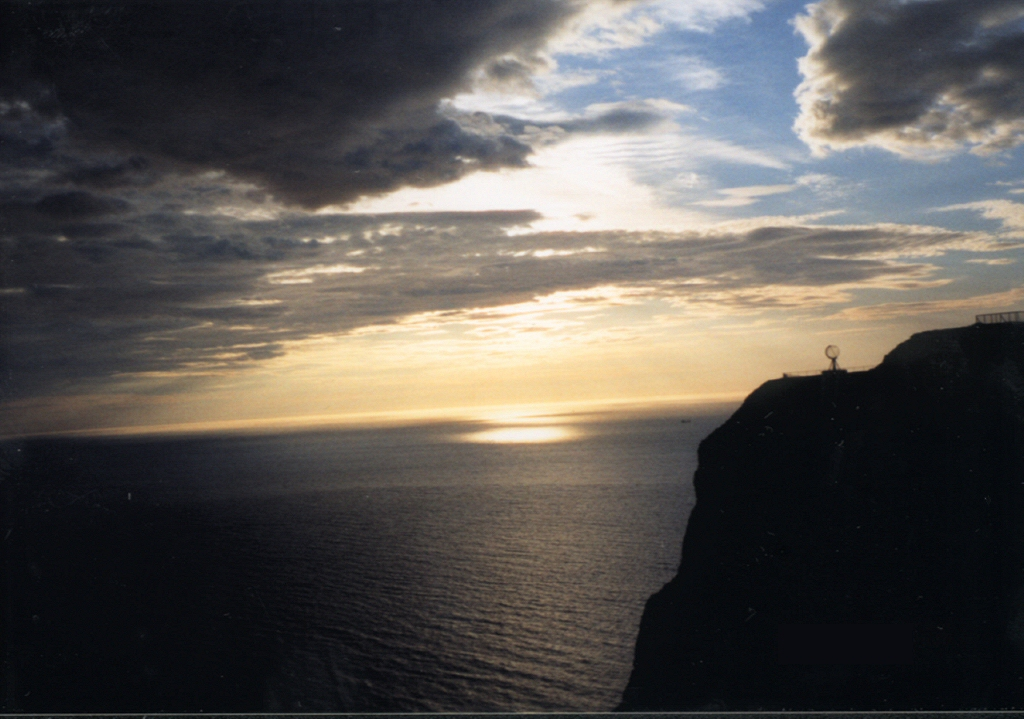
Sol de migdia amb núvols al cap Nord
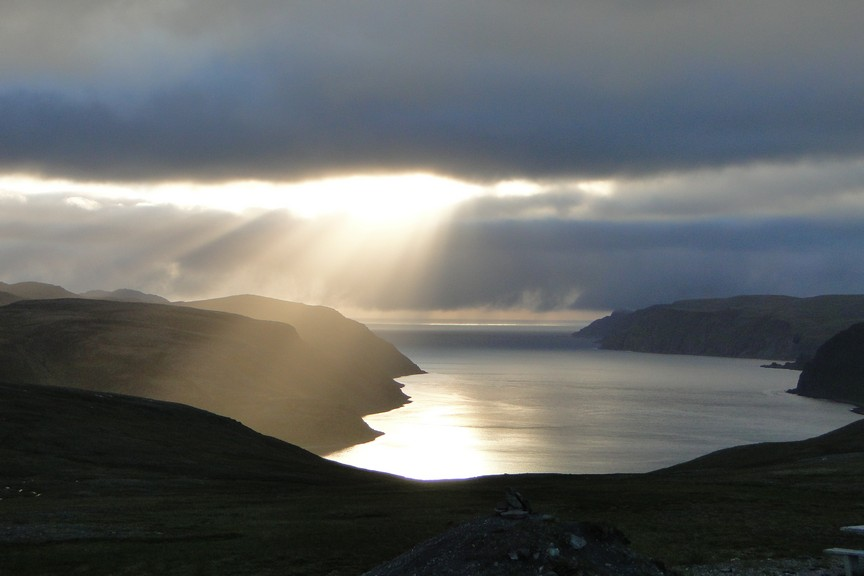
El cap Nord en una posta de sol
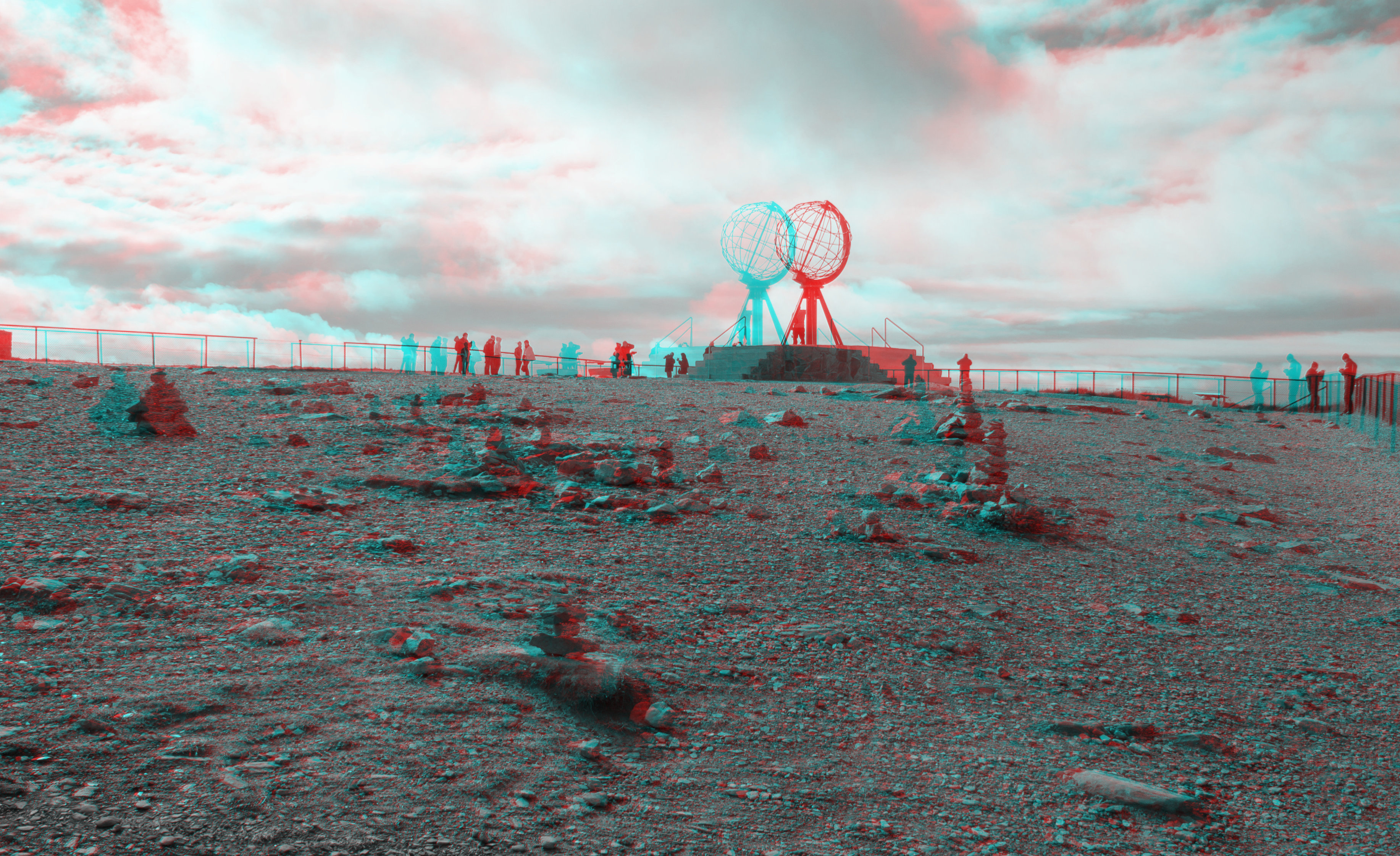
Imatge 3D estereoscòpica des del cap Nord, Noruega
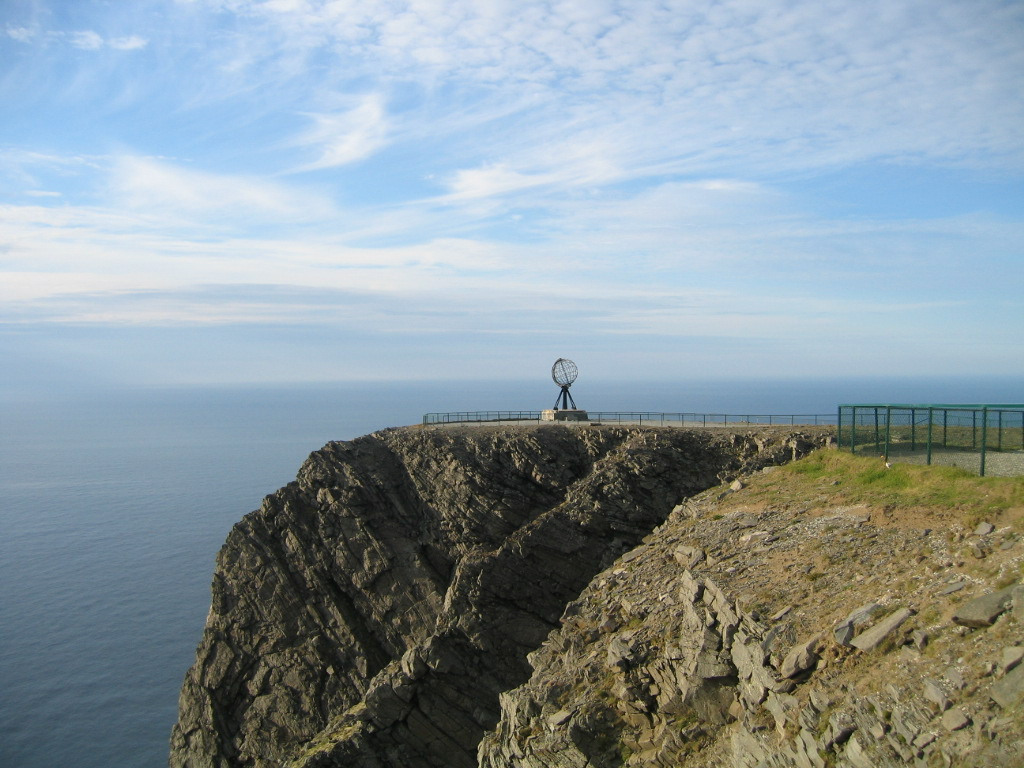
El cap Nord en un dia assolellat